# Max von Ruperti
Max Fritz William von Ruperti (* 19. April 1872 in Grubno, Westpreußen; † 14. Februar 1945 in Einbeck) war ein deutscher Verwaltungsjurist.

## Leben
Nach dem Abitur am Gymnasium Kulm studierte v. Ruperti an der Ruprecht-Karls-Universität Heidelberg Rechtswissenschaft. 1892 wurde er mit Siegfried von Kardorff im Corps Saxo-Borussia Heidelberg recipiert.
Nach den Examen und dem Vorbereitungsdienst trat Ruperti in den Staatsdienst des Königreichs Preußen. 1908 wurde er Landrat des Kreises Pleß in Oberschlesien. Im Ersten Weltkrieg war das Stabsquartier der deutschen und österreichischen Armeen auf der Burg des Fürsten Pleß untergebracht. Kaiser Wilhelm II. bewunderte Rupertis Frau und übernahm die Patenschaft für die Tochter Viktoria-Wilhelmine, als er 1917 zur Zeit ihrer Taufe Pleß besuchte. Als Pleß 1922 an die Zweite Polnische Republik kam, wechselte Ruperti als Regierungsvizepräsident zur Regierung in Breslau.
1924 wurde er Regierungspräsident im Regierungsbezirk Allenstein. Eine seiner ersten Amtshandlungen war die Grundsteinlegung für das Tannenberg-Denkmal. Adolf Hitler hatte die Anlage schon früh für die NS-Propaganda genutzt. Den für 1932 geplanten Auftritt der NSDAP untersagte Ruperti, weil „sie dem Charakter der Überparteilichkeit des Denkmals entgegenstehe.“ Nach einem Bericht des Völkischen Beobachters vom 21. April 1932 „legte Hitler nur einen Kranz nieder und verweilte in stillem Gedenken einige Minuten bei seinen toten Brüdern“. Hitler „revanchierte“ sich, indem er den 61-jährigen Ruperti sofort nach der Reichstagswahl März 1933 per Telegramm aus seinem Amt entließ. Ruperti konnte sich nicht einmal von den nachgeordneten Stellen verabschieden. Die Entlassung wurde allseits bedauert: Der Kreis Pleß erinnerte an die „so ungeheure Arbeit, die im Kriege geleistet“ worden war. Die Volkshochschule Jablonken lud Ruperti zur Abschlussfeier des Winterlehrgangs ein. Der Bischof von Ermland bedauerte die Entlassung „herzlich“. 1925–1933 vertrat von Ruperti Allenstein im Provinziallandtag der Provinz Ostpreußen.
Vor dem Übersee-Club in Hamburg hielt er im Oktober 1928 einen Vortrag über Das Problem Ostpreußen.
Ohne wieder ein öffentliches Amt zu bekleiden, lebte Ruperti später wie viele Heimatvertriebene und Flüchtlinge aus Ostpreußen kurze Zeit in Göttingen. Er starb im Krankenhaus Einbeck.

## Familie
1913 heiratete Ruperti in Schyglowitz Irma von Schroeter (1892–1980), die später hohe Ehrenämter beim Deutschen Rotes Kreuz bekleidete. Die beiden Söhne Justus-Carl gen. Juscar (1914–1943) und Hans-Jürgen (1917–1941) fielen im Zweiten Weltkrieg. Die Tochter Viktoria verh. v. Klencke war die kriegsverwitwete Mutter von Lippold v. Klencke, dem heutigen Besitzer der Hämelschenburg. Die andere Tochter Maria-Dorothee blieb unverheiratet.